# طهراوه
طهراوه (بالشبكية: تيروى)، هي بلدة عراقية تقع في سهل نينوى وتحديداً ضمن قضاء الحمدانية بمحافظة نينوى. سكان البلدة هم من الشبك.

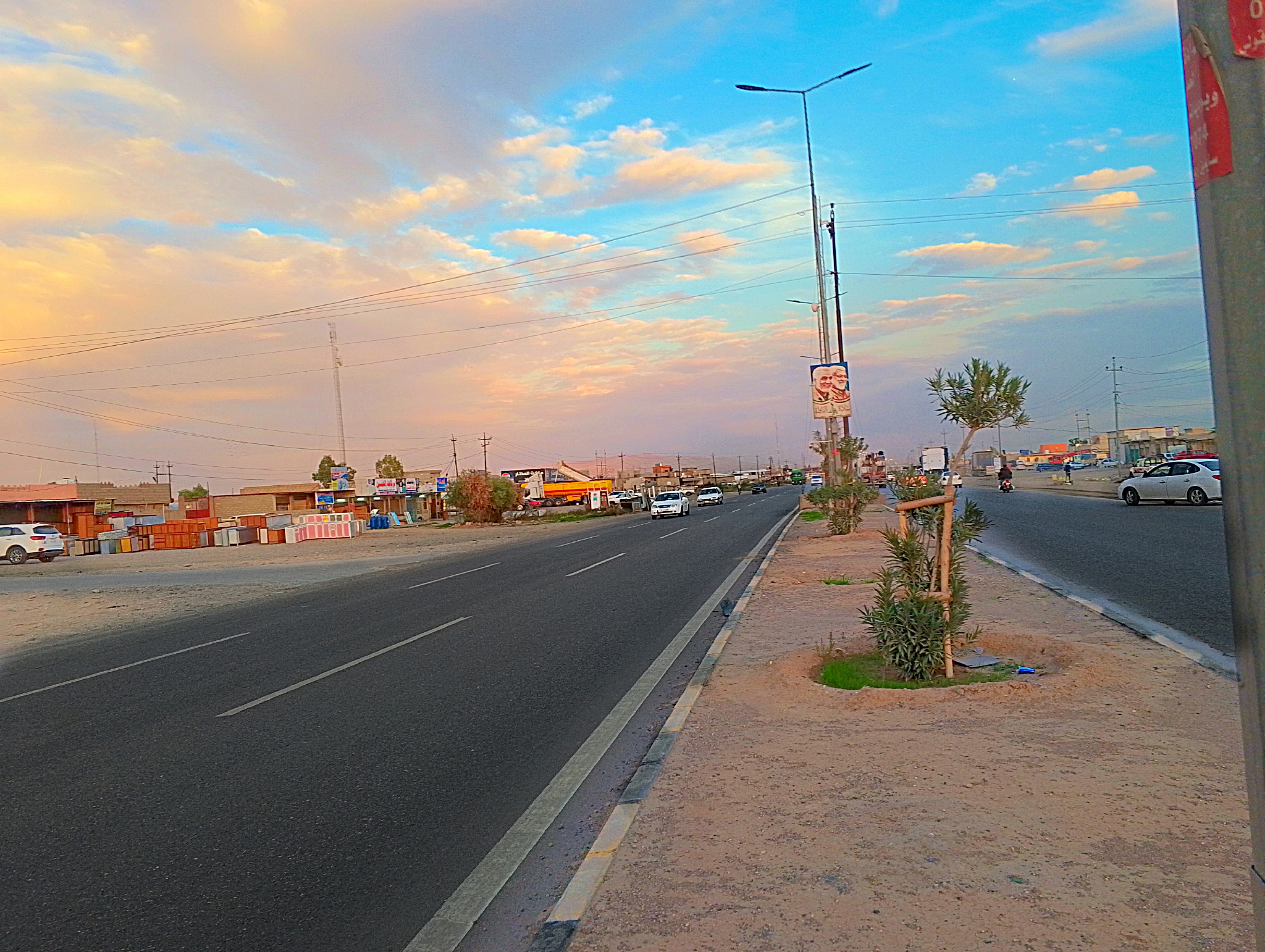
طريق اربيل الموصل في طهراوة

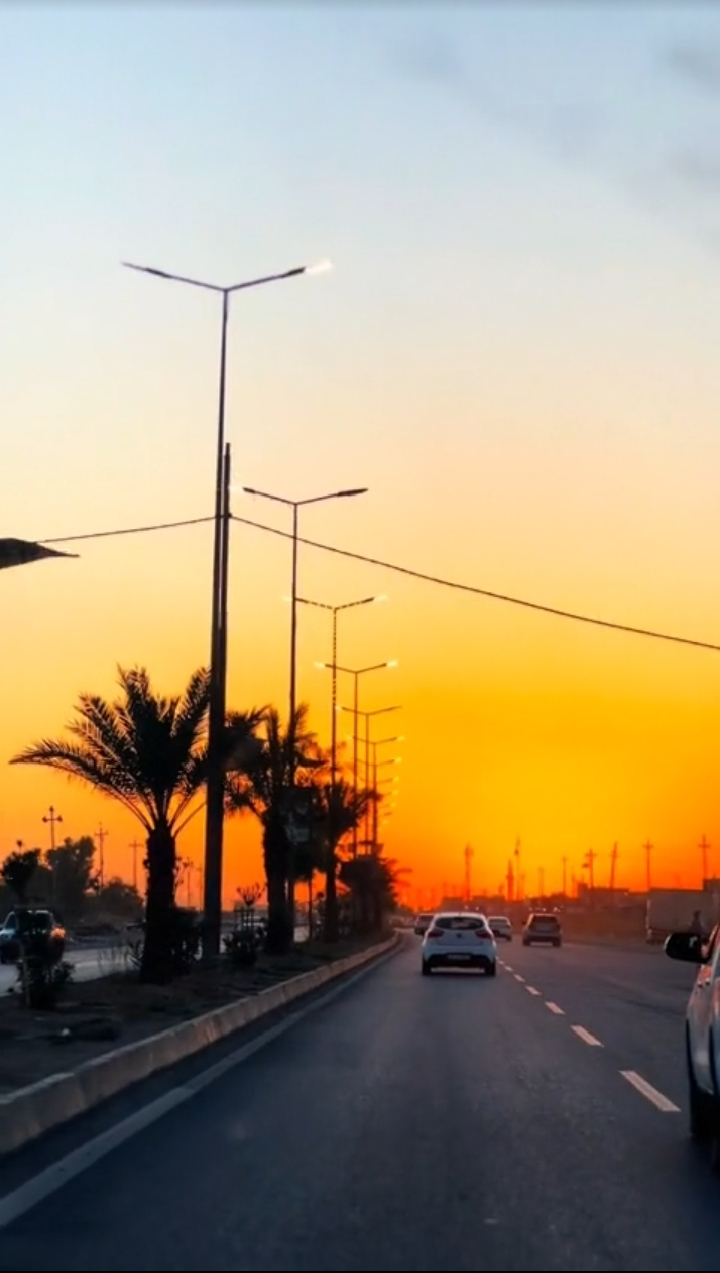
طهراوة طريق العام

## السكان
أغلب سكان القرية من الشبك، من عشائر عديدة ومنها عشيرة العيشي، البوجعفر، ال حسين ، البو بهار ،البو بك. أيضاً يحتوي على مساجد منها مسجد طهراوه، مسجد الموفقية، جامع رسول الاعظم، ومسجد وحسينية عبد الله رضيع.